# OBOS

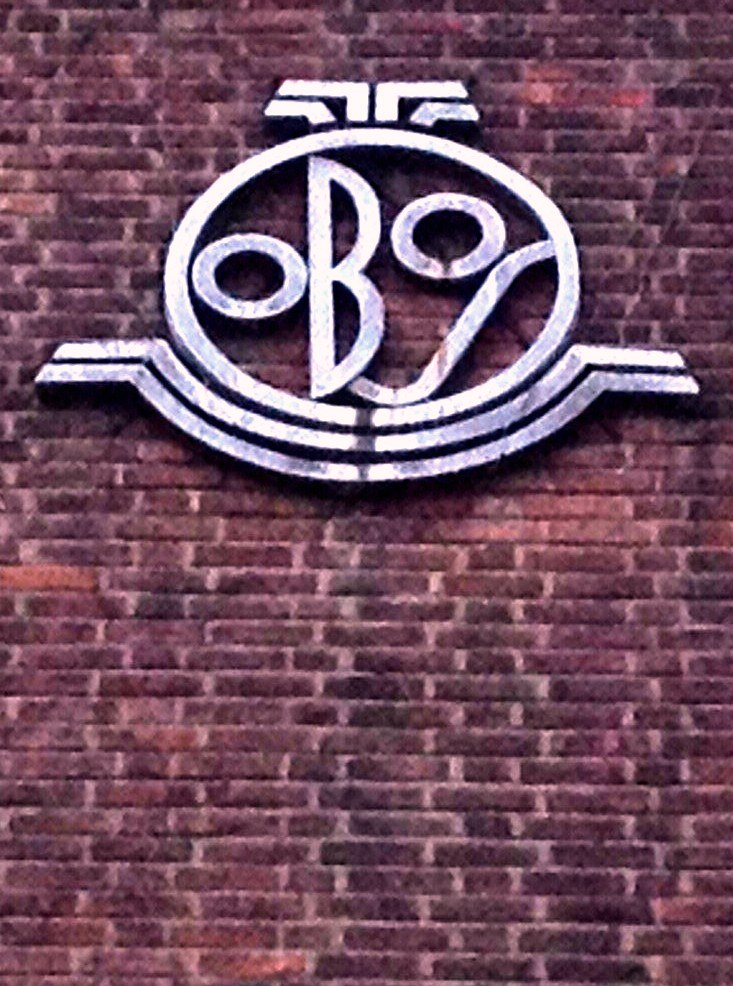
OBOS-emblemet vid Carl Berners plats i Oslo

OBOS (Oslo bolig- og sparelag) är en byggkoncern verksam i Norden. Huvudkontoret är förlagt till Hammersborg torg 1 i Oslo. Det ägs av omkring 500 000 norska och 14 000 svenska medlemmar.
OBOS grundades 1929 i Oslo som en kooperativ bostadsorganisation av arbetslösa byggnadsarbetare.
I Sverige sysselsätter OBOS cirka 1 000 personer.
OBOS är största ägare i norska AF-gruppen och Veidekke och röstmässigt näst största ägare i NCC.

## Historik
OBOS Sverige grundades 1927 och har sedan dess sålt över 150 000 bostäder. OBOS Sverige ingår i norska OBOS. Koncernen verkar i Sverige genom varumärkena OBOS, Myresjöhus, SmålandsVillan och OBOSKärnhem.